# Jan Hádek
Jan Hádek (* 4. září 1945) je bývalý československý motocyklový závodník, reprezentant v ploché dráze.

## Závodní kariéra
V Mistrovství Československa jednotlivců startoval v letech 1973-1982, nejlépe skončil v roce 1975 na 4. místě. V Mistrovství Československa na dlouhé ploché dráze skončil v roce 1980 na 11. místě. V Mistrovství Československa dvojic skončil v roce 1978 na 1. místě (s Jindřichem Dominikem) a v roce 1979 na 2. místě. V letech 1973-1982 pravidelně startoval v kvalifikačních závodech mistrovství světa jednotlivců, nejlépe skončil v roce 1976 na 7. místě v kontinentálním polofinále. V letech 1974-1977 reprezentoval Československo v závodech mistrovství světa družstev. Závodil za ČSAD Plzeň.